# Bogotazo
« El Bogotazo » est une période de protestations, de désordre et de répression en Colombie qui a suivi l’assassinat, le 9 avril 1948, du chef du Parti libéral colombien, Jorge Eliécer Gaitán. Cet événement marque le début de la Violencia, période de guerre civile qui durera jusqu'à 1950.

## Les faits

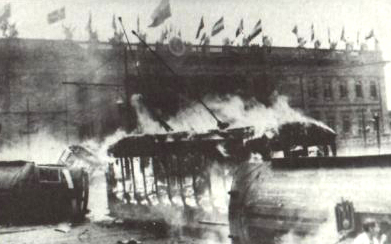
Tramway en feu devant le Capitole national

À la suite du meurtre de Jorge Eliécer Gaitán, alors considéré comme vainqueur probable des prochaines élections présidentielles, par Juan Roa Sierra pour des motifs inconnus, la foule déchaînée met à mort l'assassin, puis envahit et saccage le Capitolio, où se tenait la conférence de l'Organisation des États américains. En l'absence de la police et de l'armée, les pillages se multiplient. Après s'être emparés d'une station de radio, des partisans de Gaitán appellent le président Mariano Ospina Pérez à démissionner. Ce dernier, son cabinet et les dirigeants libéraux ne parviennent pas à un accord sur les mesures à adopter et la situation ne cesse d'empirer, et la violence s'étend à d'autres villes: Medellín, Ibagué et Barranquilla. 
Quand, après plusieurs jours de tueries, pillages et incendies, l'ordre est finalement rétabli par l'intervention de l'armée, le bilan s'établit à près de 1 900 morts
, des milliers de blessés et 136 édifices détruits, dont le palais historique de San Carlos, le palais de justice et le couvent dominicain.
Le 10 avril, devant la Conférence panaméricaine qui se tient au Honduras, le général Marshall soutient que « Les faits dépassent le cadre de la seule Colombie. C’est le même modèle d’événements qui a provoqué des grèves en France et en Italie, et qui tente de troubler la situation en Italie où des élections doivent avoir lieu le 18 avril. » Le lendemain, dans un discours à la radio, le président colombien Mariano Ospina Pérez déclare : « Nous sommes devant un mouvement d’inspiration et de pratiques communistes[réf. souhaitée]».